# Satellite Award du meilleur film documentaire
Le Satellite Award du meilleur film documentaire (Satellite Award for Best Documentary Film) est une distinction cinématographique américaine décernée par The International Press Academy depuis 1998, récompensant les meilleurs films documentaires de l'année.

## Palmarès

### Années 1990
- 1998 : 4 Little Girls
- 1999 : Ayn Rand: A Sense of Life

### Années 2000
- 2000 : Buena Vista Social Club
- 2001 : Reckless Indifference
- 2002 : In Cane for Life
- 2003 : The Kid Stays in the Picture
- 2004 : Amandla ! a revolution in four part harmony
- 2005 (janvier) : Super Size Me
- 2005 (décembre) : Un...deux...trois dansez (Mad Hot Ballroom)
- 2006 : Délivrez-nous du mal (Deliver Us from Evil)
- 2007 : Sicko
- 2008 :  (ex æquo)
  - Anita O'Day: The Life of a Jazz Singer
  - Le Funambule (Man on Wire)

- 2009 : Every Little Step
  - The Cove
  - It Might Get Loud
  - The September Issue
  - Les Plages d'Agnès
  - Valentino: The Last Emperor

### Années 2010
- 2010 : Restrepo
  - Un film inachevé
  - Behind the Burly Q
  - Client 9: The Rise and Fall of Eliot Spitzer
  - Countdown to Zero
  - Inside Job
  - Joan Rivers: A Piece of Work
  - Sequestro
  - The Tillman Story
  - Waiting for "Superman"

- 2011[1] : Senna
  - American: The Bill Hicks Story
  - La Grotte des rêves perdus (Cave of Forgotten Dreams)
  - The Interrupters
  - My Perestroika
  - One Lucky Elephant
  - Pina
  - Le Projet Nim (Project Nim)
  - Tabloid
  - Under Fire: Journalists in Combat

- 2012[2] : Chasing Ice
  - Ai Weiwei: Never Sorry
  - Marina Abramović: The Artist Is Present
  - The Central Park Five
  - The Gatekeepers
  - The Pruitt-Igoe Myth
  - West of Memphis
  - Searching For Sugar Man

- 2014 : Blackfish
  - The Act of Killing (Jagal)
  - After Tiller
  - American Promise
  - Evocateur: The Morton Downey Jr. Movie
  - Sound City
  - The Square (Al Midan)
  - Stories We Tell
  - Tim's Vermeer
  - Twenty Feet from Stardom

- 2015 : Citizenfour
  - Afternoon of a Faun: Tanaquil Le Clercq
  - Art et Craft
  - Finding Vivian Maier
  - Glen Campbell: I'll Be Me
  - Jodorowsky's Dune
  - Keep On Keepin' On
  - Magician: The Astonishing Life et Work of Orson Welles
  - Red Army
  - Virunga

- 2016 : Amy et The Look of Silence (Ex aequo)
  - Becoming Bulletproof
  - Best of Enemies
  - Cartel Land
  - Drunk Stoned Brilliant Dead: The Story of the National Lampoon
  - Going Clear: Scientology and the Prison of Belief
  - He Named Me Malala
  - Where to Invade Next

- 2017 : Le 13e (13th)
  - The Beatles: Eight Days a Week
  - La Jeune fille et son Aigle (The Eagle Huntress)
  - Fuocoammare
  - Gleason
  - The Ivory Game
  - Life, Animated
  - O.J.: Made in America
  - Tower
  - Zero Days

- 2018 : Chasing Coral
  - City of Ghosts
  - Cries from Syria
  - Ex Libris: The New York Public Library
  - Hell on Earth: The Fall of Syria and the Rise of ISIS
  - Human Flow
  - Icarus
  - Kedi
  - Legion of Brothers

- 2019 : Minding the Gap
  - Crime + Punishment
  - Free Solo
  - RBG
  - Three Identical Strangers
  - Won't You Be My Neighbor?

### Années 2020
- 2020 : 63 Up
  - The Apollo
  - Apollo 11
  - The Cave
  - Citizen K
  - Pour Sama (For Sama)
  - Honeyland
  - One Child Nation

- 2021 : Collective
  - Acasa, My Home
  - Circus of Books
  - Coup 53
  - Crip Camp
  - The Dissident
  - Gunda
  - MLK/FBI
  - A Most Beautiful Thing
  - The Truffle Hunters

- 2022 : Summer of Soul (...Or, When the Revolution Could Not Be Televised)
  - Ascension
  - Brian Wilson: Long Promised Road
  - Flee
  - Introducing, Selma Blair
  - Julia
  - Procession
  - The Rescue
  - Val
  - The Velvet Underground

- 2023 : Fire of Love
  - All That Breathes
  - All the Beauty and the Bloodshed (Toute la beauté et le sang versé)
  - Descendant
  - Good Night Oppy
  - Moonage Daydream
  - The Return of Tanya Tucker: Featuring Brandi Carlile
  - The Territory
  - Young Plato

- 2024 : Bad Press
  - 20 Jours à Marioupol
  - American Symphony
  - Close to Vermeer
  - Lakota Nation vs. United States
  - Little Richard: I Am Everything
  - Love to Love You, Donna Summer
  - Stamped from the Beginning

- 2025 : Super/Man : L'Histoire de Christopher Reeve
  - The Bloody Hundredth
  - Dahomey
  - Elizabeth Taylor: The Lost Tapes
  - Je suis : Céline Dion (I Am: Celine Dion)
  - No Other Land
  - Porcelain War
  - Sugarcane